# ولینگراد
ولینگراد شهری در استان پازارجیک کشور بلغارستان است که جمعیت آن در سال ۲۰۰۱ میلادی ۲۵٬۰۰۹ نفر بوده‌است.